# Stimpmeter
Das Stimpmeter ist ein Messgerät im Golfsport. Mit seiner Hilfe lässt sich die Rolllänge eines Golfballes auf den Grüns ermitteln. 
Das Stimpmeter wurde bereits 1935 vom US-amerikanischen Banker und Golfer Edward Stimpson erfunden. Erst ab 1975 wurde es vom amerikanischen Golfverband United States Golf Association eingesetzt. Ein Stimpmeter besteht aus einer V-förmigen Aluminiumschiene mit einer Länge von 36 Inch (91,44 cm) und einer Breite von 1,75 Inch (4,45 cm). Bei 30 Inch (76,2 cm) befindet sich eine Einkerbung zur Ablage des Golfballs. Der Öffnungswinkel des V beträgt 145°.
Zur Messung wird das Stimpmeter an einem Ende auf das Grün aufgesetzt. Das andere Ende wird angehoben. Eine Einkerbung in der Schiene sorgt dafür, dass ein Ball erst ab einem Hebewinkel von etwa 20° in Bewegung kommt und so mit einer definierten Geschwindigkeit auf das Grün rollt. In Abhängigkeit von der Beschaffenheit des Grüns ergeben sich verschiedene Rolllängen. Die Längenmessung wird sechsmal durchgeführt und daraus ein Mittelwert gebildet.
Für langsame Grüns ergeben sich Werte von etwa 200 cm, für sehr schnelle Grüns von bis zu 350 cm.